# Бескильница Серёгина
Бескильница Серёгина (лат. Puccinellia sereginii) — вид злаков. Принадлежит к роду Puccinellia и является травянистым злаком.
Вид описан Николаем Николаевичем Цвелёвым и назван в честь ботаника Алексея Петровича Серёгина.
Вид распространён в Крыму и на Северном Кавказе.